# Hörturm

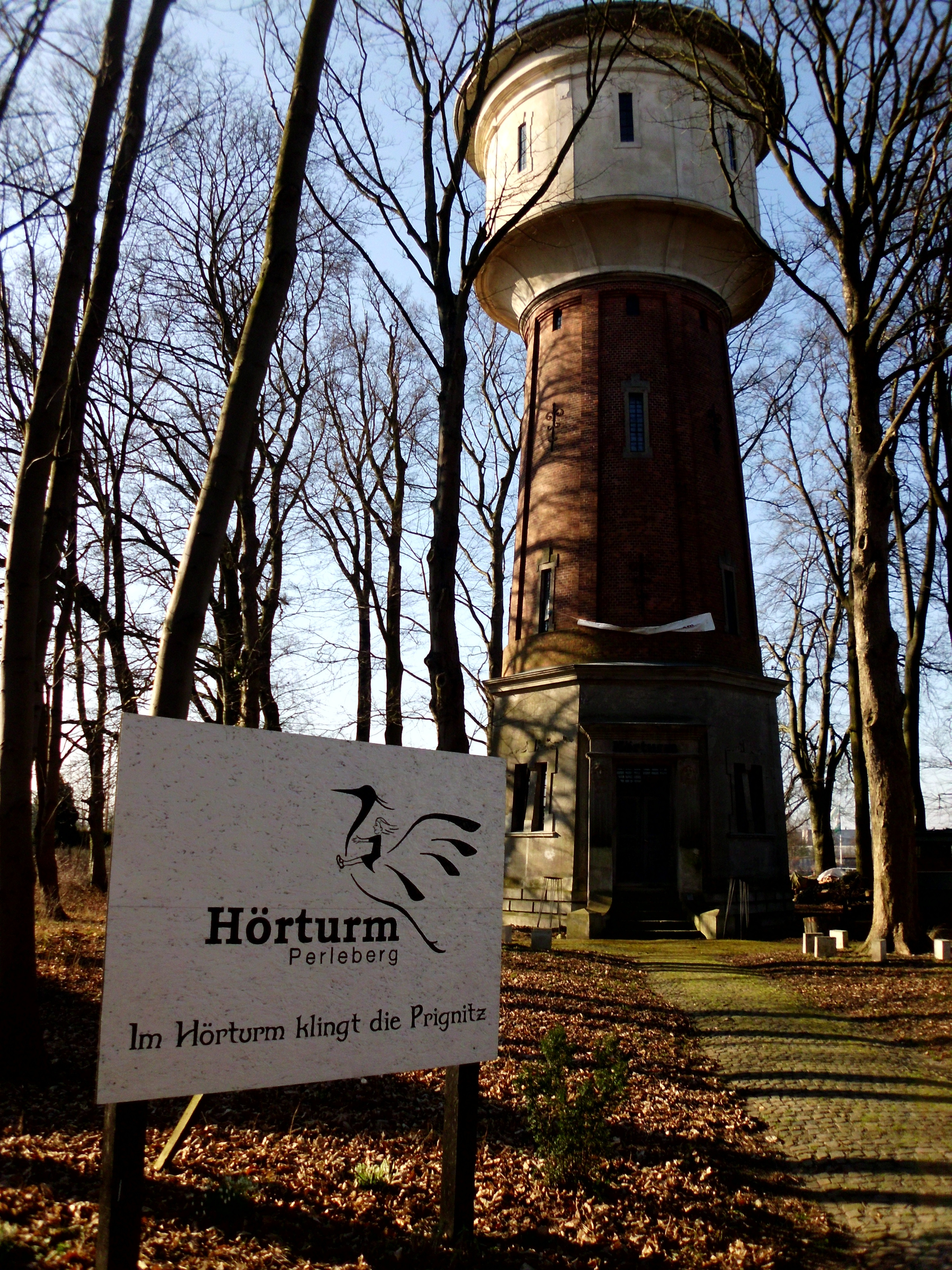
Der Hörturm

Der Hörturm ist ein Projekt des Culturm e.V. im Wasserturm von Perleberg (Landkreis Prignitz, Land Brandenburg). Im Rahmen des Projektes werden dort Hörspiele produziert und verlegt und Hörspielkinos veranstaltet. Das Programm wendet sich vor allem an Kinder und junge Familien. Es ist seit Jahren fester Bestandteil im Veranstaltungskalender Prignitz-Sommer der Region. Zum alljährlichen Kulturprogramm gehören außerdem das Johannisfest im Juni und das Prignitzer Lichterfest in der Adventszeit.

## Programm

### Die kleine Dott
Das Hörspiel Die kleine Dott – Die Johannisnacht ist eine Eigenproduktion des Hörturms und erschien erstmals am 30. November 2007. Ihm folgte am 29. November 2008 das Hörspiel Die kleine Dott – In Frau Harkes Reich. Grundlage der Hörspiele ist der Roman Wunderbare Fahrten und Abenteuer der kleinen Dott von Tamara Ramsay aus dem Jahr 1938. In der Geschichte erkundet ein kleines Mädchen das Land und die Geschichte der Prignitz und Deutschlands. Der Roman wurde bisher über 160.000 Mal verkauft.
Das Hörspiel wird gesprochen von Rolf Becker, Julia Fölster, Peter Kirchberger, Stephanie Kirchberger, Robert Missler, Sascha Rotermund, Karime Vakilzadeh, Jens Wendland und anderen. Es wurde am 15. Januar 2008 in der Kategorie Bestes Einzelhörspiel Kinder/Jugend für den Hörspiel-Award 2007 nominiert.
Am 1. Dezember 2012 erfolgte die Premiere des 3. Teils Die kleine Dott – Der Flug mit dem Reiher im Rahmen eines Live-Hörspiels. Dieses Hörspiel und die noch zwei folgenden Teile werden von Profis und Laien gleichermaßen gesprochen.
Neu ist seit 2011, dass die bisher produzierten Hörspiele vom Sprecherensemble, bestehend aus bis zu 12 Akteuren, vor Publikum im Hörturm und an ausgewählten Orten als Live-Hörspiel aufgeführt werden.

### Puppentheater
Der Hörturm produziert seit 2013 eigene Puppentheaterstücke und führt diese im Hörturm auf. Die erste eigene Produktion ist das musikalische Puppentheaterstück Mars und Venus. Musikalische Grundlage ist die Orchestersuite Die Planeten von Gustav Holst. Das Marionettenstück entstand in Zusammenarbeit mit dem Puppentheater Camillo, Casper & Co. unter der Leitung von Camillo Fischer aus Frankenberg und der Kreismusikschule Prignitz unter der Leitung von Alexander Girsch. In dem Stück verkörpern 7 Figuren aus der römischen Mythologie die 7 Planeten, jede Figur erhält ihren eigenen Orchestersatz. Die Figuren sind größer gebaut als üblich. Aus dem jeweiligen Planeten entwickelt sich während des Stückes die jeweilige Figur, z. B. Mars und Venus. Das Puppentheaterstück ist eigens für den außergewöhnlichen Aufführungsraum im Hörturm mit seiner Höhe von 6 Metern entwickelt worden. Die 7 Planeten schweben dabei über den Köpfen der Zuschauer, das Stück ist damit ein absolutes Novum. Im Aufführungsraum befindet sich eine Galeriedecke aus Glas, die Gläser werden tangential farblich mit LED angestrahlt und stellen die Ringe des Saturn dar. Die musikalische Begleitung erfolgt durch Akteure der Kreismusikschule Prignitz.
Die Uraufführung erfolgte am 18. Juli 2015 auf dem Festival der Musik- und Kunstschulen Brandenburg in Wittenberge (Sound City 2015).

### Prignitzer Lichterfest
Jedes Jahr am Samstag vor dem 1. Advent findet im Perleberger Hörturm ab 16 Uhr das Prignitzer Lichterfest statt. Seit vielen Jahren erfreuen sich die Kinder der Prignitz am Programm des Lichterfestes. Es wird in einer beispielhaften Zusammenarbeit vom Hörturm-Team und der Stadtverwaltung von Perleberg organisiert.
Am 28. November 2015 fand bereits das 10. Prignitzer Lichterfest statt.

## Projektträger
Organisator und Veranstalter des Hörturm ist der Culturm e.V. Die Gründung des Vereins erfolgte im Jahre 2002, er hat seinen Sitz im Hörturm.

## Auszeichnungen
Ausgewählter Ort 2012 der Standortinitiative Deutschland - Land der Ideen

## Medien
Über das Projekt Hörturm berichtete Sascha Fröhlich im rbb Fernsehen im November 2003 und der regionale Fernsehsender Prignitz-TV im Oktober 2003 und im Dezember 2007. Weitere Berichterstattungen bot der Rundfunksender Antenne Brandenburg des rbb Radio. In der Märkischen Allgemeinen Zeitung und in der Schweriner Volkszeitung erscheinen regelmäßig Artikel zum Thema.